# Río Acheron
El río Acheron es un río interior de Victoria y un afluente del río Goulburn. El río atraviesa el Parque nacional Montañas Yarra cerca de Acheron Way y desemboca en el río Goulburn cerca de Alexandra. Tiene 84 kilómetros de largo y 10 afluentes. Sus principales afluentes son el río Steavensons, Little River Steavensons, Little River y Ceberus Creek.